# Edward Marjoribanks, 2. Baron Tweedmouth

Edward Marjoribanks in historischem Kostüm

Edward Marjoribanks, 2. Baron Tweedmouth KT, PC (* 8. Juli 1849; † 15. September 1909) war ein britischer Staatsmann.

## Familie
Marjoribanks heiratete am 9. Juni 1873 Lady Fanny Octavia Louise Spencer-Churchill (1853–1904) eine Tochter von John Spencer-Churchill, 7. Duke of Marlborough, und Schwester von Lord Randolph Churchill. Aus der Ehe ging ein Sohn hervor, Dudley Churchill Marjoribanks, der nach dem Tode des Vaters Titel und Rang eines Baron Tweedmouth erbte.
Lord Randolphs Sohn Winston Churchill, dessen politisches Weiterkommen Marjoribanks förderte, gehörte zusammen mit diesem von 1905 bis 1908 den liberalen Regierung Campbell-Bannerman und Asquith an. Von März bis September 1908 saßen beide sogar gemeinsam im Kabinett (Churchill als Handelsminister und Marjoribanks als Lord President of the Council). Darüber hinaus hatte Marjoribanks mit zum Parteiwechsel seines Neffen im April 1904 von der Conservative zur Liberal Party beigetragen, indem er einmal diesen grundsätzlich in Gesprächen dazu ermutigte, den Konservativen zugunsten der Liberalen den Rücken zu kehren, und zum zweiten dadurch, dass er innerhalb der Liberalen Partei den Boden für seinen Verwandten bereitete, indem er die Führer der Liberalen zugunsten einer Aufnahme Churchills beeinflusste.

## Frühes Leben (1849–1875)
Marjoribanks besuchte das Internat in Harrow. Er studierte zunächst am Christ Church College an der University of Oxford, von der er wegen eines Studentenstreiches relegiert wurde. Nach dem Abschluss des Studiums unternahm er zunächst ausgiebige Reisen und begann 1874 eine Karriere als Jurist, die er bereits ein Jahr später aufgab, um sich der Politik zu widmen.

## Politisches Wirken (1875–1909)
Marjoribanks gehörte der Liberal Party an. Nachdem er sich 1875 vergeblich zum ersten Mal bei einer Nachwahl um einen Unterhaussitz beworben hatte, gelang es ihm 1880 mit großer Mehrheit (1086 zu 504 Stimmen) als Abgeordneter für den Wahlkreis Berwickshire ins House of Commons einzuziehen, wo er sich als ein treuer Gefolgsmann von William Ewart Gladstone hervortat. In diesem saß er, bis er 1894 – als nach dem Tod seines Vaters Dudley Marjoribanks, 1. Baron Tweedmouth, dessen Adelstitel auf ihn überging – ins House of Lords, das britische Oberhaus, hinüberwechselte, in dem er bis zu seinem Tod 1909 saß. Von 1892 bis 1894 amtierte er zudem parallel als parlamentarischer Sekretär im Schatzamt, ein Regierungsamt, das regelmäßig vom Chief-Whip der Regierungsfraktion besetzt wird. Ab 1886 fungierte er als einer der Whips der Liberalen von 1892 bis zu seinem Einzug ins Oberhaus 1894 als Chief-Whip.
Von 1894 bis 1895 fungierte er als Nachfolger Gladstones als Lordsiegelbewahrer und nahm zeitgleich den Posten des Chancellor of the Duchy of Lancaster ein. Von 1905 bis 1908 amtierte er als Erster Lord der Admiralität (Marineminister) und 1908 für einige Monate als Lord President of the Council. Zudem gehörte er seit 1886 dem Privy Council an und wurde 1908 in den Order of the Thistle aufgenommen, den höchsten schottischen Orden.

### Parlamentarier und Whip (1880–1894)
Seit 1886 fungierte Marjoribanks als einer der Whips (Fraktionsgeschäftsführer) der liberalen Fraktion im Unterhaus. Diesen oblag die Aufgabe, auf die Einhaltung der Parteidisziplin durch die Angehörigen der Fraktion zu achten und sicherzustellen, dass diese möglichst vollzählig zu den Abstimmungen im Parlament erschienen, damit die Regierungspartei ihre Mandatsstärke ausspielen konnte. Im Besonderen war Marjoribanks dabei für die – wie er selbst – aus schottischen Wahlkreisen kommenden Parlamentarier seiner Partei zuständig. Seiner Position als Whip kam zu dieser Zeit eine besondere Bedeutung zu, da der Streit um die von Gladstone angestrebte Home Rule für Irland die Liberale Partei zu spalten drohte. Bei seinen Bemühungen, die Fraktion zusammenzuhalten, erwies Marjoribanks sich als derart erfolgreich, dass er 1892 zum chief whip dem Haupt-Fraktionsgeschäftsführer der Liberalen ernannt wurde. Gladstone anerkannte Marjoribanks Tüchtigkeit mit den Worten: „His very presence brought sunlight“. Die Zeitschrift Vanity Fair urteilte über das Ende seiner Karriere als Whip anlässlich seines Einzugs ins Oberhaus 1894, Marjoribanks sei „the best whip the Liberal party ever had“.

### Marineminister und Tweedmouth-Affäre (1905–1908)
Von bleibendem historischen Interesse ist vor allem Marjoribanks Amtszeit als Erster Lord der Admiralität, die in die Zeit der sich ständig beschleunigenden deutsch-britischen Flottenrivalität in der Dekade vor dem Ersten Weltkrieg fiel. In seiner Eigenschaft als Marineminister gilt Marjoribanks als einer der britischen Gegenspieler des Admirals Alfred von Tirpitz, des Schöpfers der deutschen Hochseeflotte. Marjoribanks und sein Flottenchef John Arbuthnot Fisher reagierten auf die "deutsche Herausforderung" mit einer massiven Aufrüstung der britischen Marine. Unter anderem leiteten sie eine Reorganisation der Marinestützpunkte, eine Verbesserung der Besoldung des Marinepersonals und schließlich den – praktisch erst nach Marjoribanks Weggang aus der Admiralität 1908 – verwirklichten Bau von als "Dreadnoughts" bezeichneten Großkampfschiffen in die Wege, weswegen sie ins Fadenkreuz deutscher Kritik gerieten. 
Im Zuge der sogenannten Tweedmouth-Affäre versuchte der deutsche Kaiser 1908 durch ein als "Tweedmouth-Brief" berühmt gewordenes Dokument, Einfluss auf den britischen Minister zu nehmen. Ein Schritt, der in der britischen Öffentlichkeit als eine ungebührliche Einmischung in staatsinterne Angelegenheiten des Vereinigten Königreichs aufgefasst wurde, zu einer weiteren Verschlechterung der deutsch-britischen Beziehungen beitrug und zudem die Daily-Telegraph-Affäre des folgenden Jahres partiell vorwegnahm.

### Die letzten Jahre (1908–1909) und Nachwirken
Nach dem Rücktritt von Sir Henry Campbell-Bannerman als Premierminister wurde im Frühjahr 1908 eine Kabinettsumbildung notwendig. Auf Drängen des angehenden Premiers Herbert Henry Asquith trat Marjoribanks als Marineminister zurück und übernahm im neugebildeten Kabinett Asquith den Posten des Lord President of the Council. Asquith Forderung, dass Marjoribanks nicht als Marineminister verbleiben könne, stützte sich offiziell auf die Auffassung, dass der Marineminister einen Sitz im Unterhaus und nicht wie Marjoribanks im Oberhaus innehaben sollte. Inoffiziell war man sich jedoch darüber einig, dass Marjoribanks sich drastisch verschlechternde Gesundheit der wahre Grund für seine Entlassung war. Sein Nachfolger als Marineminister wurde Reginald McKenna. Nach einem Schlaganfall im September 1908 trat Marjoribanks schließlich auch vom Posten des Lord President zurück und verabschiedete sich weitgehend ins Privatleben.
Als Persönlichkeit ist Marjoribanks heute nahezu aus dem kollektiven Gedächtnis verschwunden, als Staatsmann sei er, so die Familienchronik der Marjoribanks, 1996 „now almost entirely forgotten (even) by historians“. Obwohl er ein großer Staatsmann gewesen sei, sei er gleichwohl als Marineminister ein „honourable failure (gewesen), though far from a disaster“.